# Walter Momper

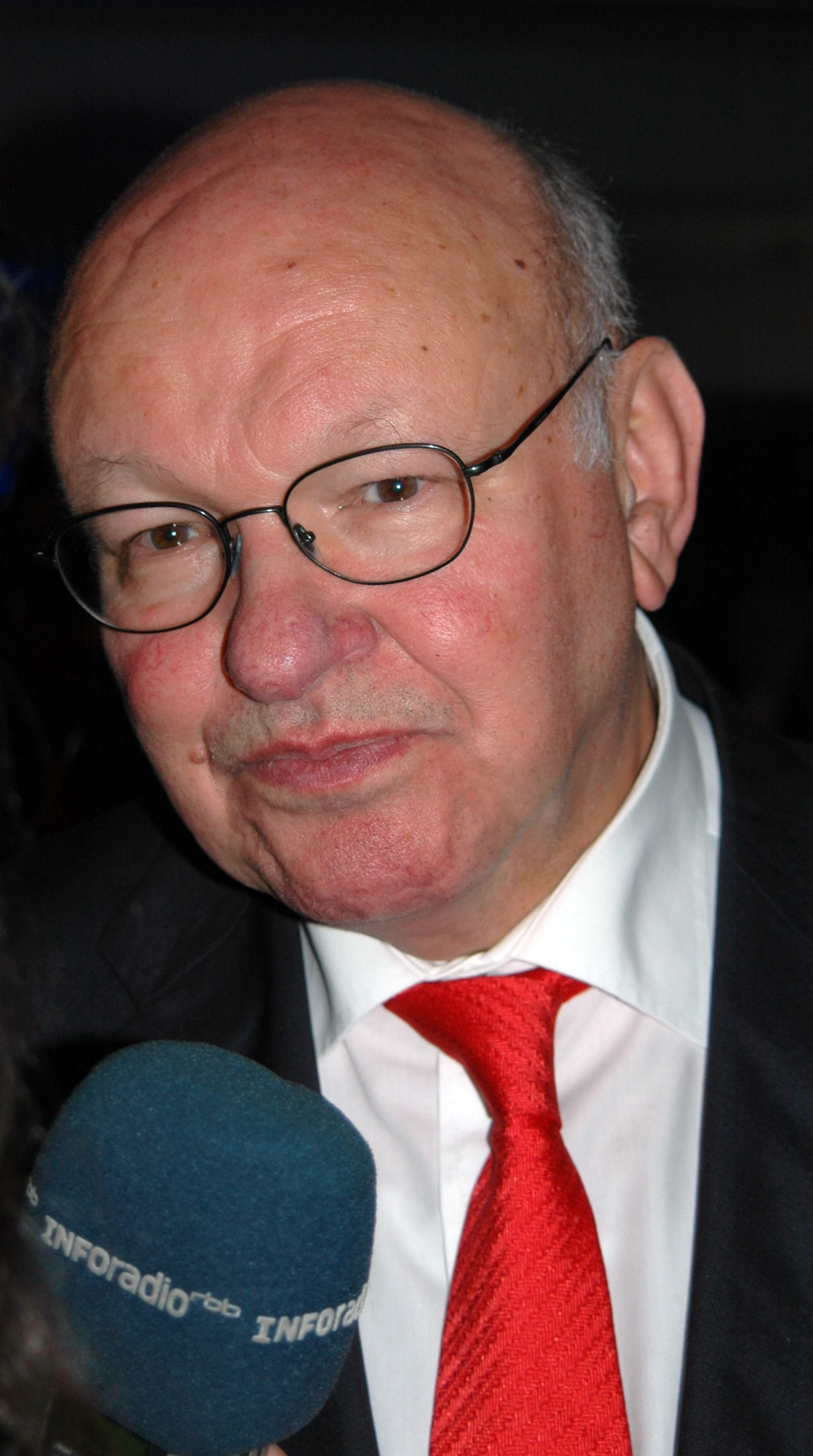
Walter Momper (2014)

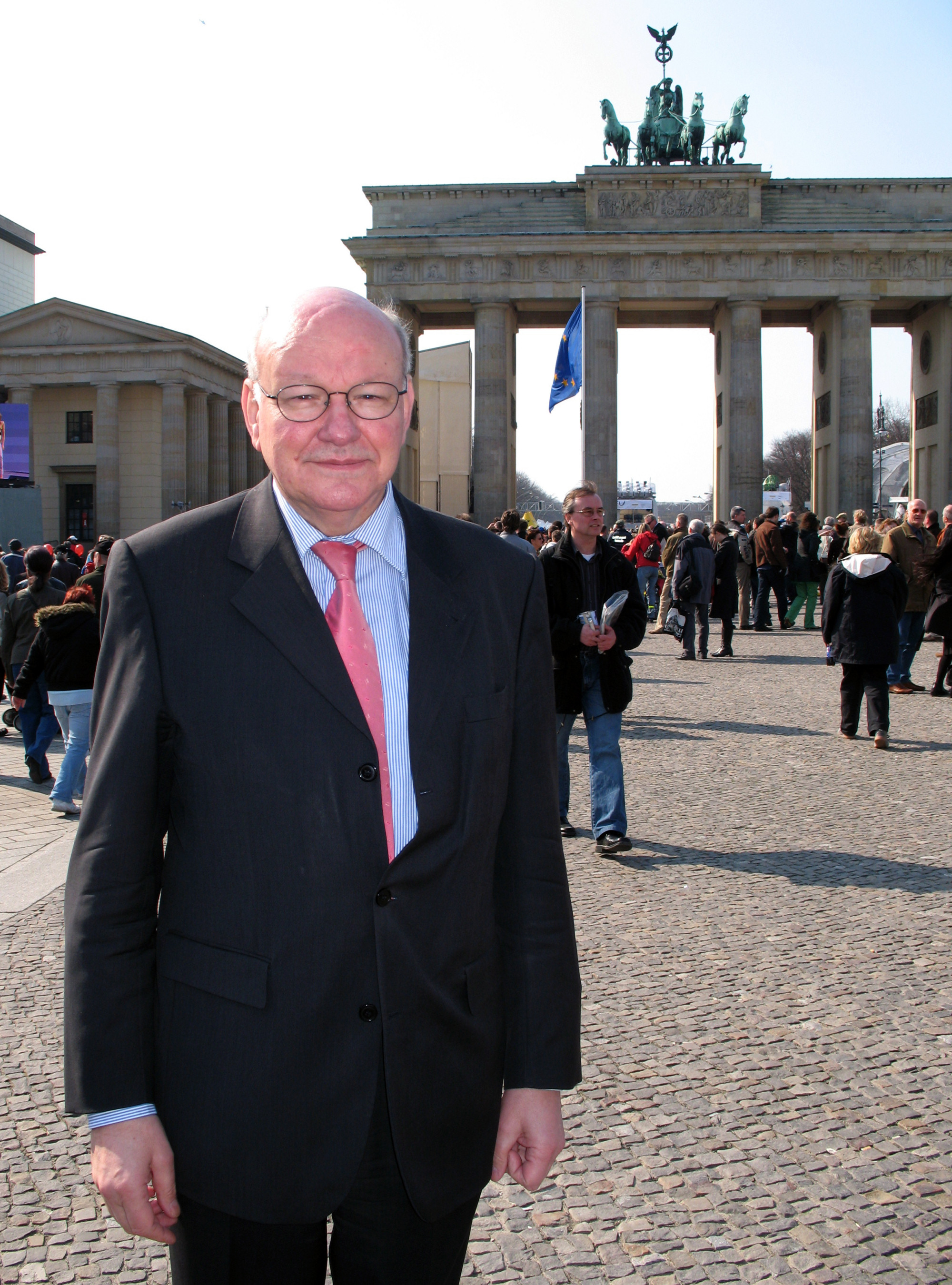
Walter Momper (2007)

Walter Momper (* 21. Februar 1945 in Sulingen, Landkreis Grafschaft Diepholz, Provinz Hannover) ist ein deutscher Politiker (SPD) und Politikwissenschaftler. Von 1989 bis 1991 war er der 11. Regierende Bürgermeister von Berlin. Die Wende und friedliche Revolution in der DDR mit dem Fall der Berliner Mauer und die deutsche Wiedervereinigung fielen in seine Amtszeit. Von 2001 bis 2011 war er Präsident des Abgeordnetenhauses von Berlin.

## Leben

### Ausbildung und Beruf
Die Schulzeit verbrachte Momper in Bremen. Nach dem Abitur 1964 begann er ein Studium der Politikwissenschaft, Geschichte und der Volkswirtschaftslehre an der Westfälischen Wilhelms-Universität Münster, in München und an der Freien Universität Berlin, das er 1969 als Diplom-Politologe beendete.
Er wurde wissenschaftlicher Assistent am Institut für Politische Wissenschaften an der FU Berlin. 1970 wechselte er als wissenschaftlicher Angestellter an das Geheime Preußische Staatsarchiv der Stiftung Preußischer Kulturbesitz. Von 1972 bis 1986 war er wissenschaftlicher Angestellter und Geschäftsführer der Historischen Kommission zu Berlin. Nachdem Momper anschließend ausschließlich politisch aktiv gewesen war, übernahm er von 1992 bis 1993 die Geschäftsführung der Dr. Ellinghaus GmbH, eines von dem ehemaligen SFB-Journalisten und CDU-Mitglied Gert Ellinghaus gegründeten Immobilienunternehmens. Seit August 1993 ist er geschäftsführender Gesellschafter der Momper Entwicklungsgesellschaft mbH in Berlin. Journalisten und Politiker, auch der SPD, kritisierten die Verknüpfung seiner politischen und seiner unternehmerischen Tätigkeit, so als er den Einrichtungskonzern IKEA bei dessen Ansiedlungsvorhaben im Osten Berlins beriet.

### Politischer Werdegang
Seit 1967 ist Momper Mitglied der SPD. Von 1986 bis 1992 war er Landesvorsitzender der SPD in Berlin. Von 1988 bis 1993 war er außerdem Mitglied im SPD-Bundesvorstand. 1975 wurde Momper in das Abgeordnetenhaus von Berlin gewählt. Dort war er ab 1985 Vorsitzender der SPD-Fraktion.
Aus der Wahl zum Abgeordnetenhaus von Berlin 1989 ging die SPD unter Mompers Spitzenkandidatur als Sieger hervor, während die CDU/FDP-Koalition unter dem Regierenden Bürgermeister Eberhard Diepgen (CDU) überraschend eine schwere Niederlage erlitt. Vorausgegangen war unter anderem der in den Medien breit diskutierte Skandal um den Charlottenburger Baustadtrat Wolfgang Antes (CDU).
Am 16. März 1989 wurde Momper zum Regierenden Bürgermeister gewählt. Er konnte sich auf eine rot-grüne Koalition zwischen SPD und der Alternativen Liste, dem Berliner Landesverband der Grünen stützen. Dem Senat Momper gehörten als erster Landesregierung in Deutschland mehr Frauen als Männer an (acht zu sechs).

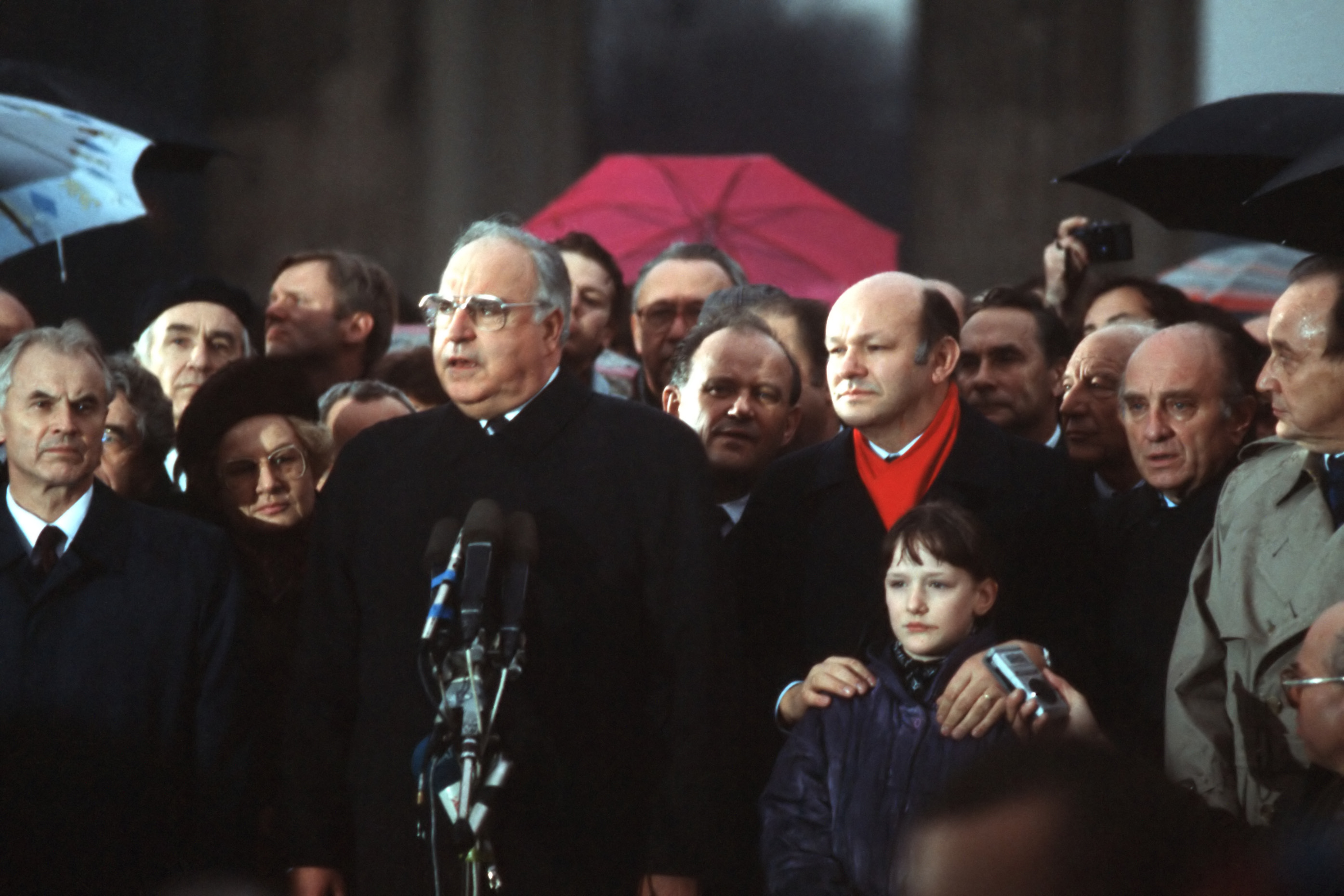
Der Vorsitzende des DDR-Ministerrates Hans Modrow, Bundeskanzler Helmut Kohl, der Regierende Bürgermeister (West-Berlin) Walter Momper (mit Tochter Friederike) und im Hintergrund zwischen Kohl und Momper der Oberbürgermeister (Ost-Berlin) Erhard Krack während der Öffnung des Brandenburger Tores am 22. Dezember 1989

In der Nacht vom 9. zum 10. November 1989 wurde die Berliner Mauer geöffnet – ein Ereignis, über dessen Vorbereitung seitens der DDR-Regierung Momper nach eigenen Angaben seit dem 29. Oktober 1989 aus einem Gespräch mit Ost-Berlins SED-Chef Günter Schabowski und Ost-Berlins Oberbürgermeister Erhard Krack informiert war und seinerseits entsprechende Vorbereitungen traf. Mompers Satz „Berlin, nun freue dich“ ging um die Welt. Momper wurde in dieser Zeit über die Grenzen Deutschlands hinaus bekannt. Die Grundlage für das Zusammenwachsen der beiden Stadthälften und Berlins mit dem Umland wurde am 12. Dezember 1989 gelegt: Bei einem Treffen Mompers mit DDR-Ministerpräsident Hans Modrow wurde als erstes grenzüberschreitendes Gremium der provisorische Regionalausschuss gegründet.
Als Regierender Bürgermeister von Berlin war Momper vom 1. November 1989 bis zum 31. Oktober 1990 Bundesratspräsident und damit Stellvertreter des Bundespräsidenten.
Bekannte Entscheidungen seines rot-grünen Senats waren eine Geschwindigkeitsbegrenzung (100 km/h) auf der bis dahin tempolimitfreien AVUS sowie die Einrichtung weiterer Busspuren für die BVG, den Berliner öffentlichen Personennahverkehr. Nach der Beendigung einer Reihe von Hausbesetzungen mittels der Räumung der Mainzer Straße durch die Polizei am 14. November 1990 kündigte die AL die Koalition mit der SPD auf, da sowohl Momper als auch der zuständige Innensenator Erich Pätzold (SPD) diesen Einsatz als politisch richtig einstuften.
Daher ging Momper mit einem SPD-Minderheitssenat in die Wahl des Abgeordnetenhauses vom 2. Dezember 1990. Die SPD blieb dabei zehn Prozentpunkte hinter der CDU, deren Spitzenkandidat Diepgen, Mompers Vorgänger, daraufhin am 24. Januar 1991 erneut zum Regierenden Bürgermeister gewählt wurde. Momper blieb zunächst SPD-Landesvorsitzender, erklärte aber schließlich am 17. August 1992 im Zusammenhang mit seinem Einstieg in die Immobilienwirtschaft seinen Rücktritt. 1995 trat er bei der parteiinternen Urwahl der Berliner SPD für die Spitzenkandidatur zu den Abgeordnetenhauswahlen an, unterlag aber der Sozialsenatorin Ingrid Stahmer. Bei der Wahl 1995 schied er zunächst aus dem Abgeordnetenhaus aus. Nachdem er sich 1999 bei der Urwahl des SPD-Spitzenkandidaten gegen den Vorsitzenden der SPD-Fraktion im Berliner Abgeordnetenhaus, Klaus Böger, durchgesetzt hatte, wurde er zwar wieder Mitglied des Abgeordnetenhauses, unterlag aber deutlich dem Regierenden Bürgermeister Diepgen. Er wurde jedoch zum Vizepräsidenten des Abgeordnetenhauses gewählt. Nachdem die SPD bei den vorgezogenen Wahlen am 21. Oktober 2001 stärkste Partei geworden war, wurde er zum Präsidenten des Abgeordnetenhauses gewählt und nach der Wahl zum Abgeordnetenhaus von Berlin 2006 in diesem Amt bestätigt.
Bei der Wahl zum Berliner Abgeordnetenhaus am 18. September 2011 verzichtete Momper auf eine erneute Kandidatur. Am 1. September 2011 leitete er zum letzten Mal eine Sitzung des Abgeordnetenhauses.
Momper ist Kuratoriumsmitglied der Stiftung Ernst-Reuter-Archiv.

### Wiederwahl Klaus Wowereits
Bei der Wahl des Regierenden Bürgermeisters am 23. November 2006 erhielt der vorgeschlagene SPD-Kandidat Klaus Wowereit nur 74 von 149 Stimmen. Obwohl die erforderliche Mehrheit von 75 Stimmen damit nicht erreicht war, fragte Momper Wowereit, ob er die Wahl annehme. Danach wollte Momper bereits zur Vereidigung schreiten, als er durch Zwischenrufe auf seinen Fehler hingewiesen wurde. Die Berliner Oppositionsparteien forderten daraufhin seinen Rücktritt als Parlamentspräsident – auch weil die Vereidigung Wowereits durch Momper im Anschluss an den erfolgreichen zweiten Wahlgang nicht pannenfrei verlief. Momper bat öffentlich um Entschuldigung, lehnte einen Rücktritt aber ab.

### Persönliches
Momper trat in der Öffentlichkeit regelmäßig mit einem roten Schal auf, der als „Momper-Schal“ bezeichnet wurde. Der Wirt der Diskothek Joe am Wedding hatte ihn Momper 1989 geschenkt, als die rot-grüne Koalition ihren Wahlsieg dort feierte.
Walter Momper ist mit Anne Momper verheiratet und hat zwei Kinder.

### Ehrung
2014 wurde er vom Senat für seine Verdienste zum Stadtältesten von Berlin ernannt.

## Rezeption in der Kultur
Nachdem die Popularitätswerte des ehemaligen politischen Nobodys im Zuge des Mauerfalls gestiegen waren, veröffentlichte das Satiremagazin Titanic regelmäßige „Mompersammelbilder“, in denen der Regierende in besonders komisch wirkenden Posen abgebildet war. Momper tritt in den Comics Der beste Freund Berlins (2019) und Spandau, Reinickendorf oder Köpenick (2019) von Katz & Goldt auf.